# Ophthalmoblapton crassipes
Ophthalmoblapton crassipes — вид дерев родини молочайних (Euphorbiaceae).

## Поширення
Ендемік Східної Бразилії.